# Maharaj Trio

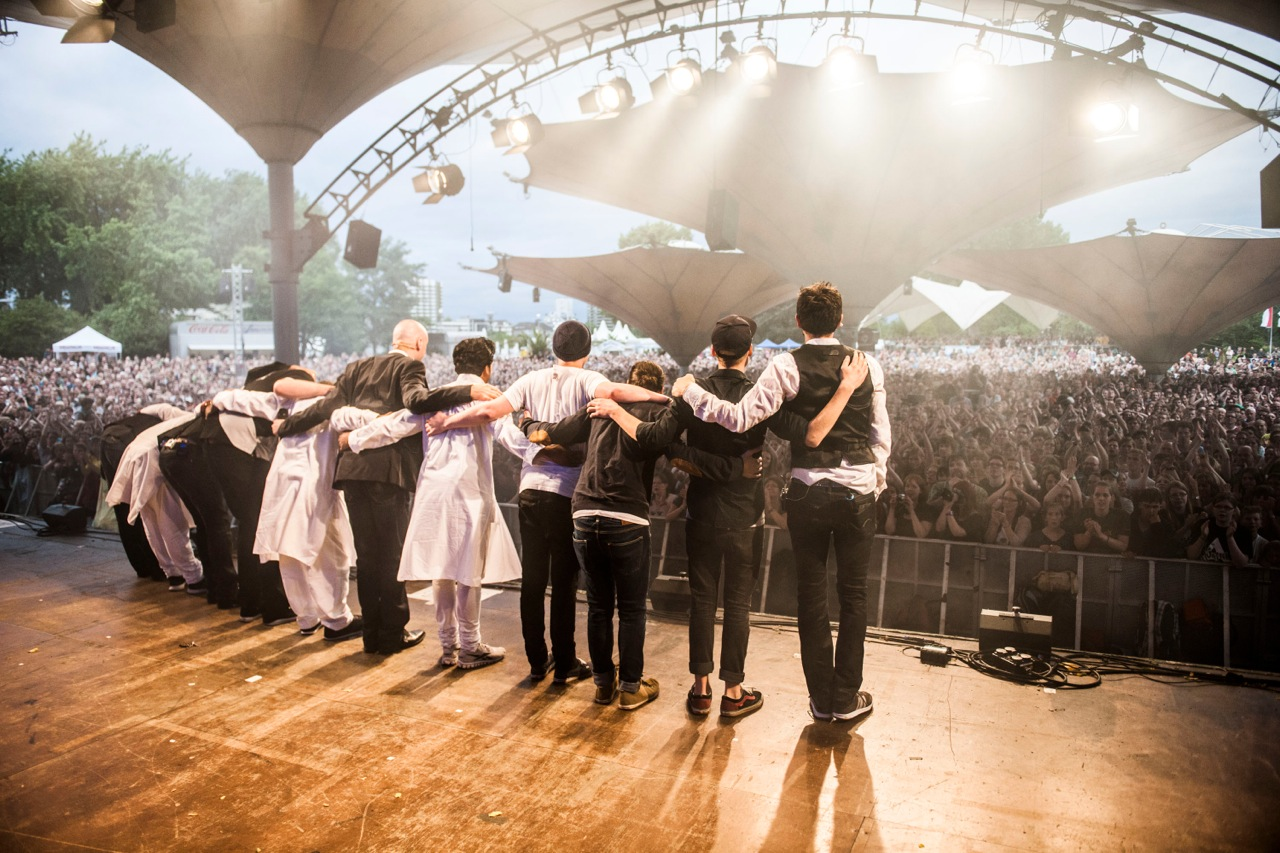
Maharaj Trio mit den Wise Guys, Tanzbrunnen Köln, 2013

Das Maharaj Trio ist ein Instrumentaltrio der klassischen indischen Musik in der Besetzung Sarod, Sitar und Tablas. Die drei Musiker, Vater und zwei Söhne, stammen aus einer nordindischen Musikerfamilie in Varanasi, deren musikalische Tradition in der mündlichen Weitergabe rund 500 Jahre zurückreicht.
Das Trio spielt als Jugalbandi (übersetzt: verflochtene Zwillinge), einer seit Mitte des zwanzigsten Jahrhunderts gebräuchlichen Trioform, bei der die melodische Improvisation von zwei aufeinander reagierenden, gleichberechtigten Solisten gestaltet wird. Jugalbaldi wurde in Europa vor allem durch die Auftritte des Sitaristen Ravi Shankar mit dem Sarodspieler Ali Akbar Khan bekannt.

## Mitglieder

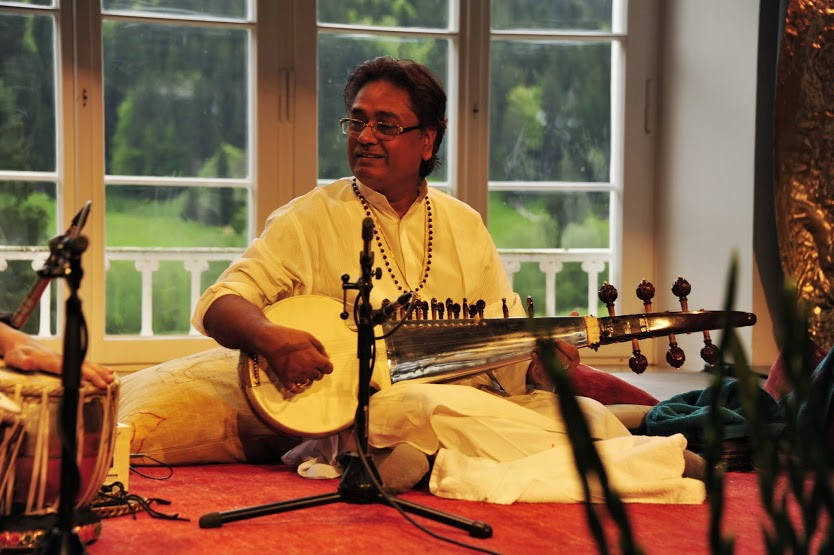
Vikash Maharaj während eines Konzerts in Deutschland

Der Sarodspieler ist Pandit Vikash Maharaj, geb. am 1. Juli 1957, der zur vierzehnten Spielergeneration der Familie gehört. Er studierte Sarod an der nordindischen Maihar-Gharana. Seit den 1990er Jahren führte ihn seine Konzerttätigkeit über die indischen Grenzen hinaus und er begann mit westlichen Musikern zusammen zu spielen. Bei internationalen Auftritten spielte er mit Herbie Hancock, John Handy, David Friesen, Paul Horn, Patrick Bebelaar und den Wise Guys. Als Gastprofessor im Kontext Weltmusik lehrte er unter anderem am Music College in San Diego (City College), der University of Auckland und an der Hochschule für Musik und Tanz Köln.
Der Sitarspieler und Sänger Abhishek Maharaj ist einer der drei Söhne von Vikash Maharaj und gehört der fünfzehnten Generation an. Er schloss seine musikalische Ausbildung mit einem Master in Musik an der Banaras Hindu University in Varanasi ab und wurde unter anderem mit dem Sangeet Praveen ausgezeichnet. Auch er hat internationale Konzerterfahrung und spielte beispielsweise in Neuseeland, Italien, Frankreich, der Schweiz, Österreich und Deutschland.
Die Tablas spielt Prabhash Maharaj, der älteste Sohn von Vikash Maharaj. Er begann bereits im Alter von zwei Jahren Tablas zu spielen und lernte in der Tradition seines Großvaters, des bekannten Tablaspielers Nanhku Maharaj. Bereits mit 19 Jahren spielte er auf internationalen Bühnen, auch im Crossover zwischen indischer Musik und Jazz. Er erhielt sechs Mal den nationalen „Medal award“ der indischen Regierung und gewann zweimal das nationale Stipendium für den besten Tablaspieler Indiens.

## Auftritte
Das Trio tritt außerhalb Indiens auf internationalen Festivals auf und ist fast jedes Jahr im Mai und Juni auch in Deutschland zu hören. Neben der Improvisation im Stil der klassischen nordindischen Musik sucht das Trio auch die Verknüpfung mit anderen westlichen Stilrichtungen wie Blues, Jazz und im Kontext der Weltmusik. Auch trat das Trio unter anderem gemeinsam mit den Wise Guys auf. Die Musiker engagieren sich für die Einhaltung der Menschenrechte und gegen Kinderarbeit sowie für Xertifix. Immer wieder spielen sie auch in Deutschland für humanitäre Projekte wie für die Erdbebenopfer in Nepal 2015. 2019 war das Trio erneut auf Deutschlandtournee und spielte unter anderem beim World Town Festival und einem Benefizkonzert gegen Kinderarbeit in Berlin.